# Campeonato Europeu de Esportes Aquáticos de 1989
O Campeonato Europeu de Esportes Aquáticos de 1989 foi a 19ª edição do evento organizado pela Liga Europeia de Natação (LEN). A competição foi realizada entre os dias 15 e 20 de agosto de 1989, em Bona na Alemanha Ocidental‎.

## Medalhistas

### Natação
Masculino
| Evento          | Ouro                                                                                   | Ouro     | Prata                                                                                | Prata    | Bronze                                                                           | Bronze   |
| 50 m Livre      | Volodymyr Tkachenko · União Soviética                                                  | 22.64    | Evgeniy Kotriaga · União Soviética                                                   | 22.67    | Nils Rudolph · Alemanha Oriental                                                 | 22.76    |
| 100 m Livre     | Giorgio Lamberti · Itália                                                              | 49.24    | Yuri Bashkatov · União Soviética                                                     | 50.13    | Raimundas Mažuolis · União Soviética                                             | 50.15    |
| 200 m Livre     | Giorgio Lamberti · Itália                                                              | 1:46.69  | Artur Wojdat · Polónia                                                               | 1:47.96  | Anders Holmertz · Suécia                                                         | 1:48.06  |
| 400 m Livre     | Artur Wojdat · Polónia                                                                 | 3:47.78  | Stefan Pfeiffer · Alemanha Ocidental                                                 | 3:48.68  | Mariusz Podkościelny · Polónia                                                   | 3:49.29  |
| 1500 m Livre    | Jörg Hoffmann · Alemanha Oriental                                                      | 15:01.52 | Stefan Pfeiffer · Alemanha Ocidental                                                 | 15:01.93 | Mariusz Podkościelny · Polónia                                                   | 15:19.29 |
| 100 m Costas    | Martin López-Zubero · Espanha                                                          | 56.44    | Sergei Zabolotnov · União Soviética                                                  | 56.45    | Dirk Richter · Alemanha Oriental                                                 | 56.52    |
| 200 m Costas    | Stefano Battistelli · Itália                                                           | 1:59.96  | Vladimir Selkov · União Soviética                                                    | 2:00.02  | Tino Weber · Alemanha Oriental                                                   | 2:00.54  |
| 100 m Peito     | Adrian Moorhouse · Reino Unido                                                         | 1:01.71  | Dmitry Volkov · União Soviética                                                      | 1:01.94  | Nick Gillingham · Reino Unido                                                    | 1:02.12  |
| 200 m Peito     | Nick Gillingham · Reino Unido                                                          | 2:12.90  | Gary O'Toole · Irlanda                                                               | 2:15.73  | József Szabó · Hungria                                                           | 2:16.05  |
| 100 m Borboleta | Rafał Szukała · Polónia                                                                | 54.47    | Bruno Gutzeit · França                                                               | 54.50    | Martin Herrmann · Alemanha Ocidental                                             | 54.54    |
| 200 m Borboleta | Tamás Darnyi · Hungria                                                                 | 1:58.87  | Rafał Szukała · Polónia                                                              | 2:00.62  | Matjaž Kozelj · Iugoslávia                                                       | 2:00.73  |
| 200 m Medley    | Tamás Darnyi · Hungria                                                                 | 2:01.03  | Raik Hannemann · Alemanha Oriental                                                   | 2:03.07  | Josef Hladký · Alemanha Ocidental                                                | 2:03.21  |
| 400 m Medley    | Tamás Darnyi · Hungria                                                                 | 4:15.25  | Patrick Kühl · Alemanha Oriental                                                     | 4:16.08  | Stefano Battistelli · Itália                                                     | 4:19.13  |
| 4x100 m Livre   | Alemanha Ocidental · Peter Sitt · André Schadt · Bengt Zikarsky · Björn Zikarsky       | 3:19.68  | França · Stéphan Caron · Christophe Kalfayan · Laurent Neuville · Bruno Gutzeit      | 3:19.73  | Suécia · Tommy Werner · Anders Holmertz · Håkan Karlsson · Joakim Holmqvist      | 3:19.76  |
| 4x200 m Livre   | Itália · Massimo Trevisan · Roberto Gleria · Giorgio Lamberti · Stefano Battistelli    | 7:15.39  | Alemanha Ocidental · Peter Sitt · Martin Herrmann · Erik Hochstein · Stefan Pfeiffer | 7:17.38  | Alemanha Oriental · Uwe Daßler · André Matzk · Thomas Flemming · Steffen Zesner  | 7:17.79  |
| 4x100 m Medley  | União Soviética · Sergei Zabolotnov · Dmitry Volkov · Vadim Yaroschuk · Yury Bashkatov | 3:41.44  | França · Franck Schott · Cédric Penicaud · Bruno Gutzeit · Stéphan Caron             | 3:43.09  | Itália · Stefan Battistelli · Gianni Minervini · Marco Braida · Giorgio Lamberti | 3:43.14  |

Feminino
| Evento          | Ouro                                                                                       | Ouro    | Prata                                                                                     | Prata   | Bronze                                                                                          | Bronze  |
| 50 m Livre      | Catherine Plewinski · França                                                               | 25.63   | Daniela Hunger · Alemanha Oriental                                                        | 25.64   | Katrin Meissner · Alemanha Oriental                                                             | 25.87   |
| 100 m Livre     | Katrin Meissner · Alemanha Oriental                                                        | 55.38   | Manuela Stellmach · Alemanha Oriental                                                     | 55.40   | Marianne Muis · Países Baixos                                                                   | 55.61   |
| 200 m Livre     | Manuela Stellmach · Alemanha Oriental                                                      | 1:58.93 | Marianne Muis · Países Baixos                                                             | 1:59.96 | Mette Jacobsen · Dinamarca                                                                      | 2:00.35 |
| 400 m Livre     | Anke Möhring · Alemanha Oriental                                                           | 4:05.84 | Heike Freidrich · Alemanha Oriental                                                       | 4:10.14 | Manuela Melchiorri · Itália                                                                     | 4:10.89 |
| 800 m Livre     | Anke Möhring · Alemanha Oriental                                                           | 8:23.99 | Astrid Strauss · Alemanha Oriental                                                        | 8:28.24 | Irene Dalby · Noruega                                                                           | 8:28.59 |
| 100 m Costas    | Kristin Otto · Alemanha Oriental                                                           | 1:01.86 | Krisztina Egerszegi · Hungria                                                             | 1:02.44 | Anja Eichhorst · Alemanha Oriental                                                              | 1:03.10 |
| 200 m Costas    | Dagmar Hase · Alemanha Oriental                                                            | 2:12.46 | Krisztina Egerszegi · Hungria                                                             | 2:12.61 | Kristin Otto · Alemanha Oriental                                                                | 2:14.29 |
| 100 m Peito     | Susanne Börnike · Alemanha Oriental                                                        | 1:09.55 | Tanya Dangalakova · Bulgária                                                              | 1:09.65 | Manuela Dalla Valle · Itália                                                                    | 1:10.39 |
| 200 m Peito     | Susanne Börnike · Alemanha Oriental                                                        | 2:27.77 | Brigitte Becue · Bélgica                                                                  | 2:29.94 | Yelena Volkova · União Soviética                                                                | 2:29.95 |
| 100 m Borboleta | Catherine Plewinski · França                                                               | 59.08   | Jacqueline Jacob · Alemanha Oriental                                                      | 1:00.42 | Kathleen Nord · Alemanha Oriental                                                               | 1:00.81 |
| 200 m Borboleta | Kathleen Nord · Alemanha Oriental                                                          | 2:09.33 | Jacqueline Jacob · Alemanha Oriental                                                      | 2:10.94 | Mette Jacobsen · Dinamarca                                                                      | 2:12.63 |
| 200 m Medley    | Daniela Hunger · Alemanha Oriental                                                         | 2:13.26 | Marianne Muis · Países Baixos                                                             | 2:15.85 | Mildred Muis · Países Baixos                                                                    | 2:17.23 |
| 400 m Medley    | Daniela Hunger · Alemanha Oriental                                                         | 4:41.82 | Krisztina Egerszegi · Hungria                                                             | 4:44.75 | Grit Müller · Alemanha Oriental                                                                 | 4:46.06 |
| 4x100 m Livre   | Alemanha Oriental · Katrin Meissner · Manuela Stellmach · Daniela Hunger · Heike Friedrich | 3:42.46 | Países Baixos · Diana van der Plaats · Marieke Mastenbroek · Mildred Muis · Marianne Muis | 3:43.66 | Alemanha Ocidental · Katja Ziliox · Susanne Bosserhoff · Marion Aizpors · Birgit Lohberg-Schulz | 3:46.15 |
| 4x200 m Livre   | Alemanha Oriental · Anke Möhring · Manuela Stellmach · Astrid Strauss · Heike Friedrich    | 7:58.54 | Países Baixos · Diana van der Plaats · Kirsten Silvester · Mildred Muis · Marianne Muis   | 8:08.00 | Itália · Tanya Vannini · Orietta Patron · Silvia Persi · Manuela Melchiorri                     | 8:10.49 |
| 4x100 m Medley  | Alemanha Oriental · Kristin Otto · Susanne Börnike · Jaqueline Jacob · Katrin Meissner     | 4:07.40 | Itália · Lorenza Vigarani · Manuela Dalla Valle · Manuela Carosi · Silvia Persi           | 4:10.78 | Países Baixos · Ellen Elzerman · Kira Bulten · Judith Anema · Marianne Muis                     | 4:11.53 |

### Nado sincronizado
Feminino
| Evento | Ouro | Ouro    | Prata | Prata   | Bronze | Bronze  |
| Solo   | Khristina Falasinidi · União Soviética | 184.56  | Karine Schuler · França | 182.87  | Karin Singer · Suíça | 181.83  |
| Dueto  | França · Marianne Aeschbacher · Karine Schuler | 182.502 | União Soviética · Maria Chernyaeva · Elena Foschevskaya | 179.970 | Suíça · Edith Boss · Karin Singer | 179.652 |
| Equipe | França · Karine Schuler · Marianne Aeschbacher · Anne Capron · Gaelle Quelin · Celine Leveque · Anne-Caroline Mathieu · Annie Lignot · Marie-Ange Bruckert | 180.365 | União Soviética · Khristina Falasinidi · Maria Chernyaeva · Elena Foschevskaya · Vera Artyomova · Elena Dolzhenko · Olga Pilipchuk · Gana Maximova · Ekaterina Lavrik | 179.945 | Suíça · Karin Singer · Edith Boss · Claudia Peczinka · Claudia Muralt · Christine Lippuner · Simone Lippuner · Caroline Imoberdorf · Daniela Jordi | 174.080 |

### Saltos Ornamentais
Masculino
| Evento          | Ouro                                 | Ouro   | Prata                                  | Prata  | Bronze                                 | Bronze |
| Trampolim 1 m   | Edwin Jongejans · Países Baixos      | 394.08 | Valeriy Statsenko · União Soviética    | 378.24 | Aleksandr Gladchenko · União Soviética | 363.24 |
| Trampolim 3 m   | Albin Killat · Alemanha Ocidental    | 672.75 | Aleksandr Gladchenko · União Soviética | 666.42 | Jan Hempel · Alemanha Oriental         | 663.84 |
| Plataforma 10 m | Georgiy Chogovadze · União Soviética | 639.69 | Jan Hempel · Alemanha Oriental         | 578.43 | Vladimir Timoshinin · União Soviética  | 572.40 |

Feminino
| Evento          | Ouro                             | Ouro   | Prata                            | Prata  | Bronze                                | Bronze |
| Trampolim 1 m   | Irina Lashko · União Soviética   | 278.46 | Brita Baldus · Alemanha Oriental | 267.24 | Marina Babkova · União Soviética      | 216.00 |
| Trampolim 3 m   | Marina Babkova · União Soviética | 514.23 | Brita Baldus · Alemanha Oriental | 510.72 | Svetlana Alekseyeva · União Soviética | 486.09 |
| Plataforma 10 m | Ute Wetzig · Alemanha Oriental   | 403.35 | Inga Afonina · União Soviética   | 400.83 | Jana Eichler · Alemanha Oriental      | 399.55 |

### Polo Aquático
| Evento    | Ouro               | Prata      | Bronze |
| Masculino | Alemanha Ocidental | Iugoslávia | Itália |
| Feminino  | Países Baixos      | Hungria    | França |

## Quadro de medalhas
| Ordem | País               | Medalha de ouro | Medalha de prata | Medalha de bronze | Total |
| ----- | ------------------ | --------------- | ---------------- | ----------------- | ----- |
| 1     | Alemanha Oriental  | 16              | 11               | 11                | 38    |
| 2     | União Soviética    | 6               | 10               | 6                 | 22    |
| 3     | França             | 4               | 4                | 1                 | 9     |
| 4     | Itália             | 4               | 1                | 6                 | 11    |
| 5     | Hungria            | 3               | 4                | 1                 | 8     |
| 6     | Alemanha Ocidental | 3               | 3                | 3                 | 9     |
| 7     | Países Baixos      | 2               | 4                | 3                 | 9     |
| 8     | Polónia            | 2               | 2                | 2                 | 6     |
| 9     | Reino Unido        | 2               | 0                | 1                 | 3     |
| 10    | Espanha            | 1               | 0                | 0                 | 1     |
| 11    | Iugoslávia         | 0               | 1                | 1                 | 2     |
| 12    | Bélgica            | 0               | 1                | 0                 | 1     |
| 12    | Bulgária           | 0               | 1                | 0                 | 1     |
| 12    | Irlanda            | 0               | 1                | 0                 | 1     |
| 15    | Suíça              | 0               | 0                | 3                 | 3     |
| 16    | Dinamarca          | 0               | 0                | 2                 | 2     |
| 16    | Suécia             | 0               | 0                | 2                 | 2     |
| 18    | Noruega            | 0               | 0                | 1                 | 1     |
| Total | Total              | 43              | 43               | 43                | 129   |

Legenda
| Recorde mundial       | Recorde mundial (World record)               |                       | Recorde africano                      | Recorde africano (African) |                                           | Q | Classificado por posição (Qualified) |
| Recorde do campeonato | Recorde do campeonato (Championship record)  | Recorde da América    | Recorde da América (Americas)         | q                          | Classificado por melhor tempo (Qualified) |   |                                      |
| Melhor marca do ano   | Melhor marca do ano (World leading)          | Recorde asiático      | Recorde asiático (Asian)              | DNS                        | Não largou (Did not start)                |   |                                      |
| Recorde nacional      | Recorde nacional (National record)           | Recorde europeu       | Recorde europeu (European)            | DNF                        | Não terminou (Did not finish)             |   |                                      |
| Recorde pessoal       | Recorde pessoal do atleta (Personal best)    | Recorde da Oceania    | Recorde da Oceania (Oceania)          | DSQ / DQ                   | Desclassificado (Disqualified)            |   |                                      |
| Recorde da temporada  | Recorde da temporada do atleta (Season best) | Recorde sul-americano | Recorde sul-americano (South America) | NM                         | Sem marca (No mark)                       |   |                                      |